# Kevin Foley
Kevin Patrick Foley (født 1. november 1984 i Luton, England) er en engelskfødt irsk fodboldspiller, som den danske klub F.C. København den 12. januar 2015 hentede på en fri transfer fra Wolverhampton Wanderers.
Han havde spillet for klubben siden 2007, hvor han kom til fra Luton Town i sin fødeby. I sæsonen 2014-15 var han udlejet til Blackpool FC i den engelske Premiership division. 
FCK valgte i januar transfervinduet at hente ham til klubben på en kontrakt gældende for forårssæsonen 2015 som gardering for Tom Høgli og Ludwig Augustinsson på back-positionerne, fordi Christoffer Remmer endnu ikke var helt fit for fight efter en lyskeskade.
Kevin Foley løb desværre selv ind i skadeproblemer kort før forårspremieren i Alka Superligaen gik i gang, og derfor var han ukampdygtig det meste af foråret. Han nåede kun fire kampe som indskifter, men sluttede godt af ved også at vise, at han kan bruges på den defensive midtbane.
Foley fik ikke forlænget efter forårssæsonen 2015. 
- Kevin blev hentet ind, fordi der var usikkerhed omkring Christoffer Remmers skade, men han var uheldig at blive skadet i sin læg samtidig med, at Remmer kom tilbage. Den skade har ødelagt hans ophold sportsligt, men vi takker ham for hans altid gode attitude og indstilling. Jeg ved også, at Kevin har været glad for sit ophold i København, selvom det sportslige har trukket ned, sagde manager Ståle Solbakken i forbindelse med at Kevin stoppede.

## Landshold
Foley står (pr. 24. maj 2012) noteret for otte kampe for Irlands landshold.